# Ryota Moriwaki
Ryota Moriwaki, född 6 april 1986 i Hiroshima prefektur, Japan, är en japansk fotbollsspelare.